# José Ignacio de Márquez
José Ignacio de Márquez (Ramiriquí, 7 de setembro de 1793 – Bogotá, 21 de março de 1880) foi um advogado, professor e político colombiano. Ocupou o cargo de presidente de seu país entre 10 de março de 1832 e 7 de outubro de 1832.